# Takanori Nagase
Takanori Nagase (japonès: 永瀬貴規)  (Nagasaki, Japó, 14 d'octubre de 1993) és un judoka japonès que competeix en la categoria de pes semi mitjà (actualment -81 Kg). Ha participat en tres Olimpíades, guanyant 5 medalles (2 d'or). És el judoka més guardonat de la història olímpica en la seva categoria, després de guanyar 2 medalles d'or consecutives els Jocs Olímpics de Tòquio i de París. A més, ha guanyat 3 medalles (1 d'or) en els Campionats del Món. La medalla d'or al Campionat del Món d'Astana 2015, va ser la primera vegada que un japonès guanyava en la categoria de -81 Kg en els Campionats del Món.

## Trajectòria professional
| Jocs Olímpics      | Jocs Olímpics  | Jocs Olímpics | Jocs Olímpics |
| Any                | Seu            | Posició       | Categoria     |
| ------------------ | -------------- | ------------- | ------------- |
| 2016               | Rio de Janeiro | 3             | -81 Kg        |
| 2020               | Tòquio         | 1             | -81 Kg        |
| 2020               | Tòquio         | 2             | Equip mixt    |
| 2024               | París          | 1             | -81 Kg        |
| 2024               | París          | 2             | Equip mixt    |
| Campionats del Món |                |               |               |
| 2014               | Txeliàbinsk    | 5a posició    | -81 Kg        |
| 2015               | Astanà         | 1             | -81 Kg        |
| 2017               | Budapest       | 3a ronda      | -81 Kg        |
| 2022               | Taixkent       | 3             | -81 Kg        |
| 2023               | Doha           | 3             | -81 Kg        |
| 2025               | Budapest       | 2a ronda      | -81 Kg        |